# موریانه داروین
موریانه داروین (نام علمی: Mastotermes darwiniensis) نام یک گونه از راسته سوسک است.